# Camigliano
Camigliano é uma comuna italiana da região da Campania, província de Caserta, com cerca de 1.739 habitantes. Estende-se por uma área de 6 km², tendo uma densidade populacional de 290 hab/km². Faz fronteira com Bellona, Formicola, Giano Vetusto, Pastorano, Pontelatone, Vitulazio.

## Demografia
| Variação demográfica do município entre 1861 e 2011                               |
|                                                                                   |
| Fonte: Istituto Nazionale di Statistica (ISTAT) - Elaboração gráfica da Wikipedia |